# Colorado Western Slope

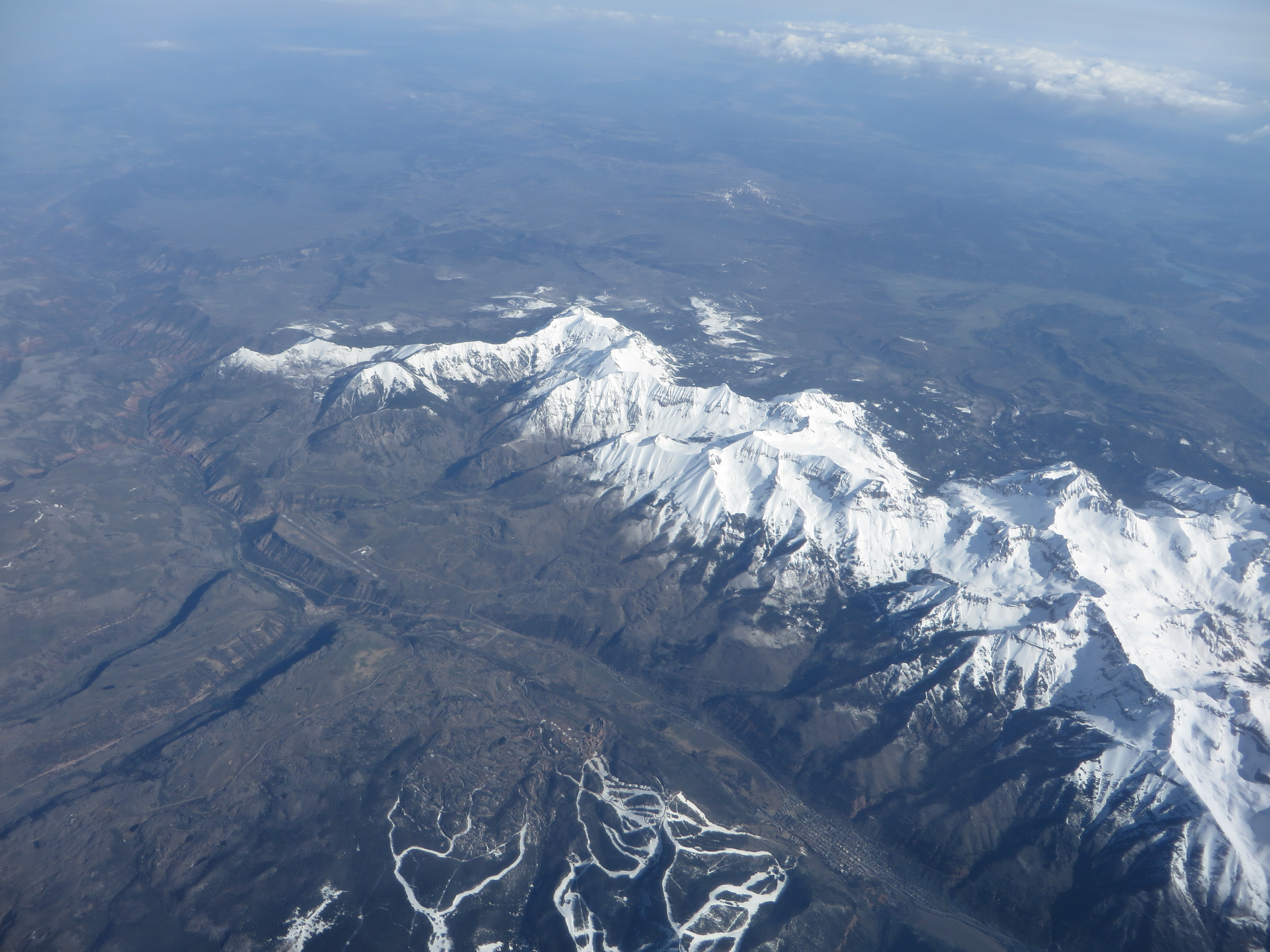
Le montagne San Juan a nord di Telluride, nel Western Slope del Colorado

Il Western Slope (versante occidentale) è la parte dello stato del Colorado ad ovest dello spartiacque continentale. Le acque ad ovest dello spartiacque scorrono verso l'oceano Pacifico, mentre quelle ad est si dirigono verso il golfo del Messico. Il Western Slope comprende circa il 33% dello stato, ma solamente il 10% dei suoi abitanti; la parte orientale dello stato, inclusa la San Luis Valley e il Front Range, sono la porzione più popolosa dello stato.

## Posizione

Cartina delle contee del Colorado

Il Western Slope comprende le contee di Delta, Dolores, Eagle, Garfield, Grand, Gunnnison, Hinsdale, La Plata, Mesa, Moffat, Montezuma, Montrose, Ouray, Pitkin, Rio Blanco, Routt, San Juan, San Miguel, Summit e parti delle contee di Archuleta, Mineral e Saguache.
Il Western Slope conta circa il 70% delle acque del Colorado. Il fiume Colorado e i suoi affluenti dividono la regione nella sua parte settentrionale e meridionale presso Grand Junction; l'area ha un clima simile a quello del Gran Bacino.

## Storia

### Preistoria
I paleoamericani, popoli nomadi di cacciatori-raccoglitori, seguirono il bestiame attraverso il Western Slope a partire dal 12000 avanti Cristo, secondo le tracce archeologiche trovate presso il Mountaineer Archaeological Site presso Gunnison. Gli anasazi abitarono i bacini dei fiumi Gunnison e Colorado tra il 6500 avanti Cristo ed il 200 dopo Cristo; dal 350 a.C. al 1300 d.C., essi vissero nel Colorado sud-occidentale, inclusa l'area dell'attuale parco nazionale di Mesa Verde. Gli anasazi furono i primi a coltivare ed irrigare le loro terre, continuando comunque a cacciare e a raccogliere cibo; essi lasciarono l'area nel tardo XIII secolo, a seguito di un periodo di estrema siccità. Gli Ute giunsero nel Western Slope dal gran Bacino e si stabilirono nell'area dal 1300 d.C.; il loro stile di vita, chiamato "Mountain Tradition", si basava sulla caccia al cervo mulo, al wapiti, ai conigli ed ai bisonti. Raccoglievano anche bacche, radici, noci e semi; frequentavano le sorgenti di acqua calda della regione, tra cui Pagosa Springs, Glenwood Springs e Steamboat Springs. Molti dei tracciati effettuati dagli Ute divennero poi tracciati delle strade, delle autostrade e delle linee ferroviarie.

### Contatti europei

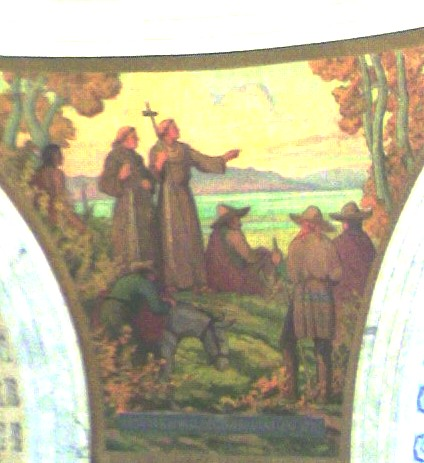
La spedizione di Domínguez–Escalante dipinto esposto presso il Campidoglio dello Utah

Gli esploratori spagnoli visitarono il Western Slope nel XVIII secolo; Juan de Rivera esplorò l'area nel 1765, seguito nel 1776 dalla spedizione Domínguez–Escalante. I cacciatori di pellicce di discendenza europea arrivarono nella regione per cacciare i castori; furono istituite postazioni commerciali nel Western Slope a partire dal 1828, con Fort Uncompahgre e Fort Davy Crockett che furono al centro dell'attività dei commercianti di pellicce nel parco di Browns. Le postazioni commerciali furono utilizzate anche per il commercio di cibo e merci; tra gli esploratori vi furono Kit Carson e Jim Bridger: loro ed altri guidarono John Charles Frémont (1843–53), John Williams Gunnison (1853) e John Wesley Powell (1869) nelle loro spedizioni nel Western Slope. Il commercio di pellicce di castoro successivamente declinò.
Nel 1858 e 1859 la corsa all'oro di Pike's Peak nel Colorado potrò minatori nella regione, e nacquero città come Breckenridge. I distretti minerari erano situati nelle montagne San Juan, nella valle del fiume Gunnison, nei monti Sawatch e sui monti Elk; l'interesse iniziale riguardava l'oro nei fiumi, ma crebbe poi per includere anche minerali, carbone e petrolio. Nel Western Slope furono fondate molte città minerarie. La spedizione di Ferdinand Vandeveer Hayden del 1872 e 1873 realizzò cartografie del Western Slope, che furono poi usate da investitori, ingegneri, imprese ferroviarie e da tutti quelli che guidarono l'espansione verso ovest nel Colorado occidentale.
Dopo il contatto con i popoli di discendenza europea, vennero siglati alcuni trattati per definire i confini con i nativi americani, incluso il trattato del 1868 che portò gli Ute a lasciare le loro terre ad est dello spartiacque continentale. Essi detennero gran parte delle loro terre nel Western Slope, secondo i termini del trattato. Gli Ute vennero poi spinti fuori dal Western Slope dopo il rinvenimento di oro nelle montagne San Juan, tramite l'accordo di Brunot. Infine gli Ute lasciarono del tutto lo stato dopo il massacro di Meeker del 1879; nello Utah venne creata una riserva per le tribù coinvolte nel massacro. Tuttavia, gli Ute meridionali e quelli delle montagne rimasero nel Colorado meridionale, in due riserve loro dedicate (Southern Ute Indian Reservation e Ute Mountain Ute Tribe Reservation).
La regione ha una ricca tradizione di coltivazione e ranch, e tuttora le attività basate sull'agricoltura rimangono una industria chiave per molta parte del Western Slope. Inoltre si tratta di un'area storicamente importante dal punto di vista energetico, con depositi di carbone, petrolio, uranio e gas naturale.

## Popolazione
La regione del Western Slope è scarsamente popolata: comprende il 38% della superficie del Colorado, ma solo il 10,7% della sua popolazione. Nel luglio 2013 la popolazione ammontava a 563 138 persone, con incremento dello 0,6% rispetto all'anno precedente, ed aveva un tasso di crescita più lento rispetto al resto dello stato.

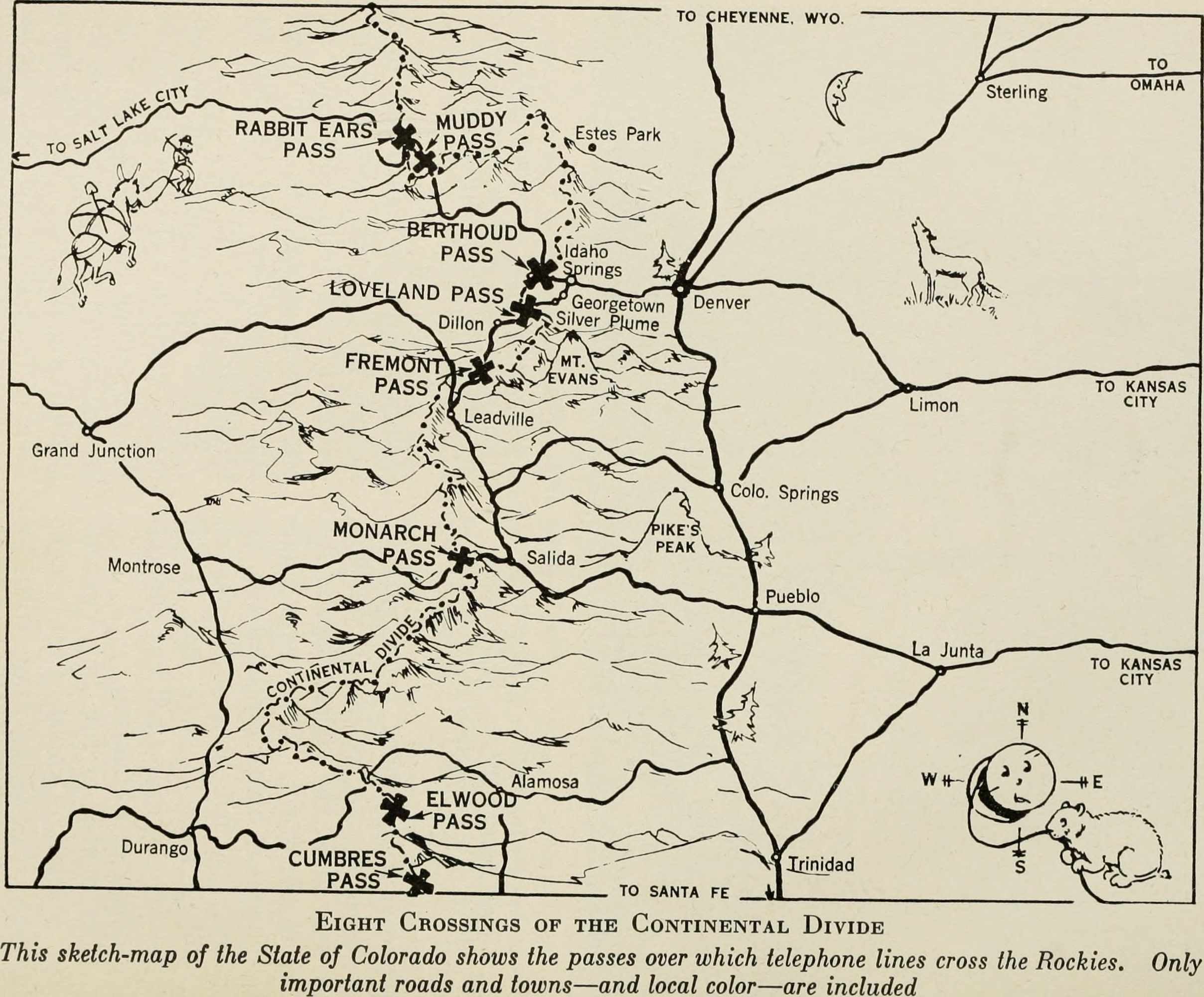
Il Western Slope si trova ad ovest dello spartiacque continentale delle Americhe, e comprende Durango, Grand Junction e Montrose

Le aree più popolate del Western Slope sono la regione Tri County, che contiene Grand Junction, Montrose e Delta, e l'area Intermountain, in cui si trovano Glenwood Springs, Aspen e Vail. Grand Junction è la maggiore città tra Denver e Salt Lake City, con una popolazione di 65 560 abitanti al 2020.
Secondo l'ufficio demografico dello stato, la popolazione del Western Slope crescerà di due terzi entro il 2050; la popolazione della contea di Mesa dovrebbe aumentare di 236 554 residenti, cioè il 25% della crescita della popolazione dell'intero Western Slope, divenendo la 10° contea più popolosa dello stato. Nel 2015 la popolazione totale del Western Slope ammontava a 563 766 persone, e per il 2050 è previsto un incremento del 67,2% fino a 942 463 residenti.

## Economia
L'attività economica è centrata principalmente sul ranching, sull'estrazione mineraria e sul turismo. La coltivazione della frutta è molto diffusa lungo i fiumi Colorado e Gunnison, inclusa la Grand Valley, dove la città di Palisade è riconosciuta come il centro del Colorado Wine Country, con oltre 20 aziende vinicole e fornitori di pesche.
Parte dell'economia della regione continua a dipendere dall'estrazione di fonti fossili, servizi e turismo; l'area è ricca di petrolio, gas naturale, uranio e carbone. Nell'area di Grand Junction è invece molto sviluppato il settore sanitario: anche la contea di Mesa in cui è inserita funge da centro sanitario regionale per circa 11 contee del Colorado, Utah e Wyoming, con un bacino di 500 000 utenti.

## Turismo
Il Western Slope contiene zone climatiche che includono deserti, montagne, laghi montani, e valli fluviali; di conseguenza vi sono numerose opzioni per attività all'aria aperta che comprendono scalate, camminate, sci, passeggiate a cavallo e altro ancora. Crested Butte, Aspen, Telluride e Vail sono aree sciistiche; tra le foreste nazionali vi sono White River, Grand Mesa, Gunnison, Uncompahgre e San Juan. Il Black Canyon si trova nel Parco nazionale di Gunnison.
Glenwood Springs ha la più grande piscina termale del mondo, oltre a caverne e località per il rafting; tra gli eventi di Aspen vi sono l'Aspen Musical Festival, il Wine and Food Classic ed il Theatre Aspen. Vigneti e aziende vinicole sono molto presenti a Palisade e Grand Junction. Nel Parco nazionale di Mesa Verde si trovano le abitazioni rupestri dei Pueblo ancestrali; il Dinosaur National Monument e il Colorado National Monument sono altre aree di interesse. Tra i molti fiumi del Western Slope, i più importanti sono il Colorado ed il Crystal.